# 3. октобар
3. октобар (3. 10) 276. је дан у години по грегоријанском календару (277. у преступној години). До краја године има још 89 дана.

## Догађаји
- 2333. п. н. е. — Према легенди утемељена Краљевина Кореја.
- 382 — Окончан Готски рат склапањем споразума о савезу између римског цара Теодосија I и Гота.
- 1739 — Потписан Нишки мировни споразум између Руског царства и Османског султаната.
- 1796 — Предвођени владиком Петром I Петровићем Његошем Црногорци на Крусима поразили вишеструко бројније снаге скадарског паше Махмута Бушатлије, који је погинуо у тој бици.
- 1824 — Скупштина Мексика усвојила Устав према ком је та држава постала независна федеративна република под називом Сједињене Државе Мексика.
- 1866 — Мировним уговором у Бечу, којим је окончан седмонедељни рат Италије и Аустрије, Италији припали област Венето и град Венеција.
- 1906 — На Радио-конференцији у Берлину СОС установљен као међународни сигнал за помоћ, уместо до тада најчешће коришћеног ЦеКуДе (CQD). Конвенција ступила на снагу у јулу 1908.
- 1929 — Краљевина Срба, Хрвата и Словенаца променила назив у Краљевина Југославија, а државна територија подељена на девет области, бановина.
- 1932 — Ирак после истека британског мандата стекао независност и постао члан Лиге народа.
- 1938 — Патентиран поступак импулсне кодне модулације ПЦМ
- 1944 — Прва пролетерска бригада ослободила град Уб у Западној Србији
- 1952 — Велика Британија на острвима Монте Бело поред северозападне обале Аустралије испробала прву атомску бомбу.
- 1968 — Председник Перуа Фернандо Белаунде Тери оборен са власти у војном удару Националне револуционарне хунте коју је предводио генерал Хуан Веласко Алварадо. По доласку на власт војна хунта национализовала петролејске изворе и почела да спроводи свеобухватну аграрну реформу.
- 1981 — После седам месеци ирски националисти у затвору Мејз у Белфасту обуставили протестни штрајк глађу против британских власти, током ког је умрло 10 штрајкача.
- 1989 — У окружном суду у Приштини почело суђење Азему Власију и тринаесторици косовских Албанаца оптужених за контрареволуционарно деловање и организовање штрајка албанских рудара у руднику „Стари трг“.
- 1991 — Председништво Југославије у непотпуном саставу одлучило да пређе на рад у условима непосредне ратне опасности, оценивши да је грађански рат на помолу и да су се за такав рад стекли услови предвиђени Уставом. Од тада седницама Председништва присуствовали само чланови из Србије, Војводине, Косова и Црне Горе, па је названо „крње Председништво“.
- 1993 — У Могадишу погинуло 21, а повређено 82 припадника мировних снага Уједињених нација, када су покушали да ухвате лидера сомалијских герилаца Мохамеда Фараха Аидида.
- 1995 — Председник бивше југословенске републике Македоније Киро Глигоров повређен у атентату експлозијом аутомобила-бомбе у центру Скопља, а његов возач и један случајни пролазник погинули.
- 1997 — Јапански воз на магнетним јастуцима брзином од 451 километар на час оборио светски рекорд на експерименталној железничкој деоници западно од Токија.
- 1999 —
  - Основана гробарска навијачка група Јужни Фронт.
  - У атентату на Ибарској магистрали код Лазаревца погинула четири члана Српског покрета обнове, тада једне од најјачих опозиционих политичких странака у Србији. Председник странке Вук Драшковић који је том приликом лакше повређен, оптужио је тадашњу власт за убиства и атентат на њега.
  - Први пут после Другог светског рата на парламентарним изборима у Аустрији националистичка Слободарска партија Јерга Хајдера освојила друго место по броју посланика у Парламенту и добила могућност да учествује у формирању Владе.
- 2001 — Сенат САД одобрио споразум о трговинској сарадњи с Вијетнамом, који је Вијетнаму обезбедио нормалан трговински статус и односе са САД.
- 2010 — Патријарх српски Иринеј устоличен у Пећкој патријаршији.

## Рођења
- 1791 — Сима Милутиновић Сарајлија, српски песник, претеча српски романтичара и Његошев учитељ. (прем. 1847)
- 1895 — Сергеј Александрович Јесењин, руски песник. (прем. 1925)
- 1897 — Луј Арагон, француски писац. (прем. 1982)
- 1911 — Љубиша Броћић, српски фудбалер и фудбалски тренер. (прем. 1995)
- 1915 — Бранко Крсмановић, револуционар, учесник Шпанског грађанског рата и Народноослободилачке борбе, народни херој Југославије. (прем. 1941)
- 1938 — Тереза Кесовија, хрватска певачица.
- 1939 — Велибор Васовић, српски фудбалер и фудбалски тренер. (прем. 2002)
- 1940 — Нада Кнежевић, српска џез певачица. (прем. 2023)
- 1941 — Чаби Чекер, амерички музичар и плесач.
- 1954 — Стиви Реј Вон, амерички музичар и музички продуцент, најпознатији као гитариста. (прем. 1990)
- 1955 — Видоја Божиновић Џинџер, српски музичар, најпознатији као гитариста група Рибља чорба, Поп машина и Рок машина.
- 1955 — Жељко Самарџић, српски певач.
- 1955 — Слађана Милошевић, српска певачица. (прем. 2024)
- 1964 — Клајв Овен, енглески глумац.
- 1967 — Дени Вилнев, канадски редитељ и сценариста.
- 1968 — Марија Луиса Каље, колумбијска бициклисткиња.
- 1969 — Гвен Стефани, америчка музичарка и глумица.
- 1972 — Јован Перишић, босанскохерцеговачко-српски певач.
- 1973 — Данијела Врањеш, српска глумица.
- 1973 — Љубомир Врањеш, шведски рукометаш и рукометни тренер.
- 1973 — Нев Кембел, канадска глумица.
- 1973 — Лина Хиди, енглеска глумица.
- 1975 — Талиб Квели, амерички хип хоп музичар.
- 1976 — Милош Крушчић, српски фудбалер и фудбалски тренер.
- 1976 — Шон Вилијам Скот, амерички глумац.
- 1978 — Клаудио Пизаро, перуански фудбалер.
- 1978 — Шенин Сосамон, америчка глумица и музичарка.
- 1980 — Иван Турина, хрватски фудбалски голман. (прем. 2013)
- 1981 — Златан Ибрахимовић, шведски фудбалер.
- 1981 — Андреас Исаксон, шведски фудбалски голман.
- 1983 — Теса Томпсон, америчка глумица и музичарка.
- 1984 — Ешли Симпсон, америчка музичарка и глумица.
- 1988 — Алисија Викандер, шведска глумица.
- 1988 — Ејсеп Роки, амерички хип хоп музичар, музички продуцент и глумац.
- 1983 — Фред, бразилски фудбалер.
- 1995 — Драган Апић, српски кошаркаш.

## Смрти
- 1226 — Фрањо Асишки, италијански фратар, (рођ. 1182)
- 1796 — Махмуд-паша Бушатлија, скадарски паша.
- 1931 — Карл Нилсен, дански композитор. (рођ. 1865)
- 1999 — Акио Морита, јапански бизнисмен, творац Сонија. (рођ. 1921)
- 1976 — Викторија Спиви, америчка певачица и текстописац. (рођ. 1906)
- 1977 — Велибор Глигорић, српски књижевник и позоришни критичар и историчар књижевности. (рођ. 1899)[1]
- 1987 — Жан Ануј, француски драмски писац. (рођ. 1910)[2]
- 2004 — Џенет Ли, америчка глумица позната по улози Хичкоковом филму "Психо" (рођ. 1927)
- 2018 — Леон М. Ледерман, амерички физичар (рођ. 1922)